# Одбор госпођа за заштиту слепих девојака
Одбор госпођа за заштиту слепих девојака основан је у јуну 1924. године у Београду. У тај Одбор ушле су највиђеније даме из Београда на челу са госпођом Бојком Ђуричић и госпођом Трифковић. Одбор је преузео на себе старање о слепим девојкама које прођу кроз заводе слепих и из истих иступе као свршене питомице.
Питомице су првобитно биле смештене у манастиру Габровац код Ниша, где су боравиле до 1926. године. Тешкоће око обилажења питомица и вођења сталног надзора, одбор је тражио могућност да се питомице преселе ближе, где би их чланице Одбора могле чешће посећивати. Тада је искрсла околност да су наследници грофа Пејачевића поклонили Одбору своје имање Моја воља, које је било 6 км удаљено од Инђије. Све зграде на имању су адаптиране и питомице су се тамо преселиле. На молбу Одбора, министар просвете поставио је учитеља Петра Лозјаника за управника Дома, који се такође бавио и економијом Дома, јер је он поседовао земљу за обраду и шуму.
Чланице одбора су питомице посећивале два или три пута недељно, али је зими, због непроходности пута, то ишло доста теже. Баш у зимском периоду су се девојке у Дому често разболевале, а лекари нису увек могли бити поред њих, притом ни њихово душевно стање, услед свих ових околности није било добро, па је прелазак у Београд постао приоритет.
Одбор је нашао у улици Страхињића Бана кућу, адаптирао је за домске потребе и питомице су се у њу уселиле 1934. године. Побољшање се одмах осетило на свим пољима, чланице одбора су их могле свакодневно посећивати, имале су сву потребну здравствену негу и оне саме су се боље осећале. Међутим, кирија за кућу била је доста висока, 2500 динара, па се почело мислити на подизање сопственог дома. Управа се обрадила молбом Општини града Београда тражећи земљиште за своје потребе. Град је изашао у сусрет Одбору и одмах се кренуло са прикупљањем средстава за подизање Дома, у виду разних догађаја: приредба, лутрија, добровољних прилога и слично. Међутим, чинило се да је у овом тренутку потребна сума била недостижна, имајући и у виду да је тада била светска економска криза, па се Одбор одлучио да купи већ готову кућу. Купљена је кућа на Гундулићевом венцу број 11 у Београду, друштво је подигло спрат на кући где су направљене спаваће собе и тако је добијен дом за слепе девојке.
Питомице су обављале разне послове, плеле су џемпере, костиме, дечје ствари, а од продаје ових предмета добијале су проценат и тај новац користиле за сопствене потребе. Међу њима било је изузетно талентованих девојака, пре свега за музику, тако су се три девојке уписале у музичку школу Станковић, а две су училе свирати на цитри, уз помоћ стручног наставника.
За свакодневну разоноду девојке су слушале радио и пратиле разне емисије, неке су свирале и клавир, а управница им је читала разна књижевна дела, а и оне су саме читале књиге штампане за слепе. У дому су се спроводили сви народни и верски обичаји, било их је различитих вероисповести и свачији обичаји су исто поштовани. Питомице су могле добити одсуство и провести код својих породица и по неколико месеци.